# Gand-Wevelgem 2001
La 63e édition de la course cycliste Gand-Wevelgem a eu lieu le 11 avril 2001 sur une distance de 214 km. Elle est remportée par l'Américain George Hincapie de l'équipe US Postal.

## Résumé de la course
Lors du premier passage du Mont Kemmel à plus de 60 kilomètres de l'arrivée, 14 coureurs s'isolent en tête. Le Belge Nico Mattan s'échappe de ce groupe à 19 kilomètres du terme mais il est repris par quatre de ses anciens compagnons d'échappée : George Hincapie,  Arvis Piziks, Léon van Bon et Steffen Wesemann. Les cinq hommes arrivent ensemble à Wevelgem.  Piziks lance le sprint de loin mais c'est Hincapie qui franchit la ligne d'arrivée en vainqueur devançant van Bon.

## Classement
|    | Cycliste          | Équipe                       | Temps      |
| -- | ----------------- | ---------------------------- | ---------- |
| 1  | George Hincapie   | US Postal                    | 5h 00' 50" |
| 2  | Léon van Bon      | Mercury-Viatel               | m. t.      |
| 3  | Steffen Wesemann  | Team Deutsche Telekom        | m. t.      |
| 4  | Arvis Piziks      | CSC-Tiscali                  | m. t.      |
| 5  | Nico Mattan       | Cofidis                      | m. t.      |
| 6  | Nico Eeckhout     | Lotto-Adecco                 | + 41"      |
| 7  | Chris Peers       | Cofidis                      | + 41"      |
| 8  | Daniele Nardello  | Mapei-Quick Step             | + 1' 00"   |
| 9  | Erik Zabel        | Team Deutsche Telekom        | + 1' 16"   |
| 10 | Gabriele Balducci | Tacconi Sport-Vini Caldirola | + 1' 16"   |